# 武満徹作曲賞
武満徹作曲賞（たけみつとおるさっきょくしょう 英 Toru Takamitsu Composition Award）は、現代音楽の新人作曲家に与えられる作曲賞。

## 概要
1997年9月、東京オペラシティ コンサートホール：タケミツメモリアルは、未来に向かって、より創造的な音楽文化の可能性を育むことを目指してオープンした。その活動の一環として、芸術監督の武満徹（1930年10月8日 - 1996年2月20日）の意志を引き継ぎ、「祈り・希望・平和」と「未来への窓 Window to the future」をテーマに、世界各国の次代を担う若い世代に新しい音楽作品の創造を呼びかけ、「武満徹作曲賞」を実施している。
東京オペラシティ コンサートホール タケミツメモリアルにおいて開催される。新人作曲家による未発表の、コンチェルトを除くオーケストラ作品が対象となり、たった1人の審査員による独自の判断で受賞作品が決定される。受賞者には、審査員によって決定された金額（総額300万円）が賞金として授与され、選考作品および選考の模様はNHK-FM『現代の音楽』によって放送される。三管編成オーケストラを用いる35歳以下のための国際作曲賞は、2023年現在では武満徹作曲賞を含め極めて少ない。

## 選考過程
武満徹作曲賞は、毎年1人の作曲家が審査員を務め、それぞれ独自の判断でその年の受賞作品および賞金額を決定するという、世界に類を見ないシステムで審査が行われる。当初は武満徹の推薦により、後には歴代審査員および東京オペラシティ文化財団のアドヴァイザリー・コミッティの投票により、3年毎に審査員が決定している。
サントリー芸術財団サマーフェスティバル2010のプログラム内で、第20回芥川作曲賞運営委員長である佐野光司は芥川作曲賞の歴史を振り返りつつ、なぜ武満徹がこのようなシステムを採用したかを推察している。武満も審査員として参加した第2回（1992年）芥川作曲賞審査では彼のみが新実徳英を推しており、松村禎三と黛敏郎は山田泉の作品を推していたが、武満の強い意見があり議論は紛糾した。最終的には司会の船山隆が、第1回で決まった多数決の原則に従って山田を受賞者としたが、武満はその後「芥川音楽賞を審査して」と題して『毎日新聞』に寄稿した文章の中で、山田の受賞には反対しないとしつつも、その審査に疑問を呈している。武満徹音楽賞の審査員を1名にするという特殊なシステムは、この経験から来ているのではないかと、佐野は述べている。

## 歴代審査員

### 1997〜1999年度
武満徹の指名により、
- 1997年度　アンリ・デュティユー
- 1998年度　ジェルジ・リゲティ
- 1999年度　ルチアーノ・ベリオ

が審査員に選出。

### 2000〜2002年度
最初の3審査員の推薦により、
- 2000年度　ルイ・アンドリーセン（ベリオ推薦）
- 2001年度　オリヴァー・ナッセン（デュティユー推薦）
- 2002年度　湯浅譲二（リゲティ推薦）

が審査員に選出。

### 2003〜2005年度
東京オペラシティ財団のアドヴァイザリー・コミッティ（岩城宏之［1932-2006］、オリヴァー・ナッセン、ケント・ナガノ、大野和士、サイモン・ラトル、エサ=ペッカ・サロネン、若杉弘）、およびルイ・アンドリーセン、湯浅譲二の投票により、
- 2003年度　ジョージ・ベンジャミン
- 2004年度　マグヌス・リンドベルイ
- 2005年度　ジョン・アダムズ

が審査員に選出。

### 2006年度
武満徹没後10年特別企画「武満徹 ─ Visions in Time」実施のため作曲賞が休止された。

### 2007〜2009年度
アドヴァイザリー・コミッティと2003〜2005年度までの審査員の投票により、
- 2007年度　西村朗
- 2008年度　スティーヴ・ライヒ
- 2009年度　ヘルムート・ラッヘンマン

が審査員に選出。

### 2010〜2012年度
アドヴァイザリー・コミッティと2007〜2009年度審査員の投票により
- 2010年度　トリスタン・ミュライユ
- 2011年度　サルヴァトーレ・シャリーノ
- 2012年度　細川俊夫

が審査員に選出。

### 2013〜2015年度
アドヴァイザリー・コミッティと2010〜2012年度審査員の投票により
- 2013年度　ハリソン・バートウィッスル
- 2014年度　ペーテル・エトヴェシュ
- 2015年度　カイヤ・サーリアホ

が審査員に選出。

### 2016〜2018年度
アドヴァイザリー・コミッティと2013〜2015年度審査員の投票により
- 2016年度　一柳慧
- 2017年度　ハインツ・ホリガー
- 2018年度　陳銀淑

が審査員に選出。

### 2019〜2021年度
アドヴァイザリー・コミッティと2016〜2018年度審査員の投票により
- 2019年度　フィリップ・マヌリ
- 2020年度　トーマス・アデス
- 2021年度　パスカル・デュサパン

が審査員に選出。

### 2022〜2024年度
アドヴァイザリー・コミッティと2013〜2015年度審査員の投票により
- 2022年度　ブライアン・ファーニホウ
- 2023年度　近藤譲
- 2024年度　マーク=アンソニー・タネジ

が審査員に選出。

### 2025～2027年度
アドヴァイザリー・コミッティと2022～2024年度審査員の投票により
- 2025年度　ゲオルグ・フリードリヒ・ハース
- 2026年度　イェルク・ヴィトマン
- 2027年度　ショーン・シェパード[1]

が審査員に選出。

## 開催年と入賞者

### 1997年度
- 第1位:該当者なし
- 第2位:マッシモー・ポッター(イタリア)/Zéula
- 第2位:小櫻秀樹（日本）／交響詩《摩文仁の丘》
- 第3位:マーク・ケネス・イェーツ（イギリス）／PAGAN II

### 1998年度
本選への推薦作品なし

### 1999年度
- 第1位:前田克治（日本）／絶え間ない歌〜オーケストラのための
- 第2位:伊東乾（日本）／ダイナモルフィア
- 第3位:渡辺俊哉（日本）／ポリクロミー

### 2000年度
- 第1位:長生淳（日本）／夏─朱い忘却
- 第2位:ジョー・カトラー（イギリス）／目覚め
- 第3位:植田彰（日本）／パルセイティング

### 2001年度
- 第1位:アーリン・エリザベス・シエラ（アメリカ）／オーケストラのためのアクィロ
- 第1位:レネ・メンゼ（ドイツ）／形象─鏡像
- 第2位:ルーク・ベッドフォード（イギリス）／オーケストラのための5つの小品
- 第3位:窪田隆二（日本）／オーケストラのための「石／星」
- 選外佳作:木下正道（日本）／サラ─ユーケル III

### 2002年度
- 第1位:山本裕之（日本）／カンティクム・トレムルム II
- 第1位:タズル・イザン・タジュディン（マレーシア）／テヌナン II
- 第2位:パナヨティス・ココラス（ギリシャ）／フィードバック
- 第2位:テオドール・パウス（ドイツ）／オーケストラのためのシーン
- 第3位:マイケル・ジョン・ウィリー（USA／メキシコ）／ハ長調によるツォルキン

### 2003年度
- 第1位:ジョエル・メラ（フランス）／アレゴリーズ
- 第2位:藤倉大（日本）／ティンブクトゥを夢みて
- 第3位:フィリップ・ニール・マーティン（イギリス）／ナイツ・ブライト・デイズ
- 第3位:ヴィットーリオ・ザーゴ（イタリア）／Da/Fort
- 第4位:壺井一歩（日本）／星投げびと

### 2004年度
- 第1位:ポール・スタンホープ（オーストラリア）／ヴォーン・ウィリアムズの主題による幻想曲
- 第2位:ナローン・プランチャルーン（タイ）／オーケストラのためのフェノメノン─ 不可思議なそして未解明の
- 第2位:植田彰（日本）／フォーカル・ディスタンス II
- 第3位:徐淳正　ソー・スンジョン（韓国）／幽玄（ユー・ヒュン）─ オーケストラのための
- 第3位:マリウス・バラナウスカス（リトアニア）／トーキング ─ シンフォニー・オーケストラのための

### 2005年度
審査員来日不可能のため中止

### 2006年度
武満徹没後10年特別企画「武満徹 ─ Visions in Time」実施のため休止

### 2007年度
- 第1位:植田彰（日本）／ネバー・スタンド・ビハインド・ミー
- 第2位:アンドレア・ポルテラ（イタリア）／キューブ
- 第3位:ファン・マン（中国）／アクア 〜 武満徹の追憶に
- 第3位:ウー・イーミン（中国）／夢の回想
- 第3位:ヨーナス・ヴァールフリードソン（スウェーデン）／戦場に美しき蝶が舞いのぼる

### 2008年度
- 第1位:松本祐一（日本）／広島・長崎の原爆投下についてどう思いますか？
- 第2位:トーマス・バレイロ（メキシコ）／La Noche de Takemitsu
- 第3位:ダミアン・バーベラー（オーストラリア）／God in the Machine
- 第3位:中谷通（日本）／16_1/32_1

### 2009年度
- 第1位:酒井健治（日本）／ヘキサゴナル・パルサー
- 第2位:ラファエレ・グリマルディ（イタリア）／Creatura temporale
- 第2位:山本和智（日本）／ZAI For Orchestra
- 第3位:ルカス・ファヒン（アルゼンチン）／Crónica Fisiológica Universal
- 第3位:木村真人（日本）／果てしなき反復の渦 ─ 混沌の海へ

### 2010年度
- 第1位:ホベルト・トスカーノ（ブラジル）／... FIGURES AT THE BASE OF A CRUCIFIXION
- 第2位:難波研（日本）／Infinito nero e lontano la luce
- 第2位:アンドレイ・スレザーク（スロバキア/ハンガリー）／Aquarius
- 第3位:山中千佳子（日本）／二つのプレザージュ

### 2011年度
（当初本選会は、2011年5月29日（日）に開催予定だったが、東日本大震災の影響により、2012年1月20日（金）に日程が変更となった。）
- 第1位:フローラン・モッチ＝エティエンヌ（フランス）／Flux et reflux
- 第2位:ベルント・リヒャルト・ドイチュ（オーストリア）／subliminal
- 第3位:ヤン・エリク・ミカルセン（ノルウェー）／Parts Ⅱ
- 第4位:ヒーラ・キム（韓国）／NAMOK

### 2012年度
- 第1位:フェデリコ・ガルデッラ（イタリア）／Mano d'erba
- 第1位:イオアニス・アンゲラキス（ギリシャ）／une œuvre pour l'écho des rêves (II)
- 第2位：なし
- 第3位:木村真人（日本）／私はただ、寂黙なる宇宙に眠りたい
- 第3位:薄井史織（日本）／笑い

### 2013年度
- 第1位:マルチン・スタンチク（ポーランド）／SIGHS ─ hommage à Fryderyk Chopin
- 第2位:小林純生（日本）／The Lark in Snow
- 第3位:ホワン・リュウ（中国）／Zwei Landschaftsbilder
- 第3位:神山奈々（日本）／“CLOSE” to you to “OPEN”

### 2014年度
- 第1位:大胡恵（日本）／北之椿 ─ 親和性によるグラデイション第2番 ─
- 第2位:ジョヴァンニ・ダリオ・マンジーニ（イタリア）／かくて海は再び我らを封じた
- 第3位:ティモ・ルートカンプ（ドイツ）／ブラック・ボックス
- 第4位:シラセート・パントゥラアンポーン（タイ）／覚醒 / 寂静

### 2015年度
- 第1位:セバスチャン・ヒッリ（フィンランド）／リーチングス
- 第1位:イーイト・コラット（トルコ）／[difeʁãs]
- 第2位:ファビア・サントコフスキー（スペイン）／存在の絵
- 第2位:トーマス・ヴァリー（オーストリア）／ループ・ファンタジー

### 2016年度
- 第1位:ミヒャエル・ゼルテンライク（イスラエル）／ARCHETYPE
- 第1位:茂木宏文（日本）／不思議な言葉でお話しましょ！
- 第2位:パク・ミョンフン（韓国）／triple sensibilities
- 第2位:中村ありす（日本）／Nacres

### 2017年度
- 第1位:坂田直樹（日本）／組み合わされた風景
- 第2位:ジフア・タン（マレーシア）／at the still point
- 第2位:アンナキアーラ・ゲッダ（イタリア）／NOWHERE
- 第2位:シュテファン・バイヤー（ドイツ）／私はかつて人肉を口にしたことはない

### 2018年度
- 第1位:バーナビー・マーティン（イギリス）／量子
- 第1位:パウロ・ブリトー（ブラジル/アメリカ）／STARING WEI JIE TO DEATH
- 第2位:ルーカス・ヘーヴェルマン＝ケーパー（ドイツ）／量子真空
- 第2位:ボ・リ（中国）／SLEEPING IN THE WIND

### 2019年度
- 第1位:シキ・ゲン（中国）／地平線からのレゾナンス
- 第1位:パブロ・ルビーノ・リンドナー（アルゼンチン）／（アルゼンチン）
- 第2位:スチ・リュウ（中国）／三日三晩、魚の腹の中に
- 第3位:ツォーシェン・ジン（中国）／雪路の果てに

### 2020年度
- 第1位:シンヤン・ワン（中国）／ボレアス
- 第2位:デイヴィット・ローチ（イギリス）／6つの祈り
- 第3位:フランシスコ・ドミンゲス（スペイン）／MIDIの詩
- 第4位:カルメン・ホウ（イギリス／香港）／輪廻

### 2021年度
- 第1位:根岸宏輔（日本）／雲隠れにし 夜半の月影
- 第2位:ジョルジョ・フランチェスコ・ダッラ・ヴィッラ（イタリア）／BREAKING A MIRROR
- 第3位:ヤコブ・グルッフマン（オーストリア）／TEHOM
- 第3位:ミンチャン・カン（韓国）／影の反響、幻覚…

### 2022年度
- 第1位:室元拓人（日本）／ケベス ─ 火群の環[2]
- 第2位:アンドレア・マッテヴィ（イタリア）／円の始まりと終わりの共通性
- 第2位:オマール・エルナンデス・ラソ（メキシコ）／彼方からの冷たい痛み
- 第3位:メフメット・オズカン（トルコ／ブルガリア）／管弦楽のための間奏曲《無秩序な哀歌》

### 2023年度
- 第1位:マイケル・タプリン（イギリス）／Selvedge[3]
- 第2位:ギジェルモ・コボ・ガルシア（スペイン）／Yabal-al-Tay
- 第2位:山邊光二（日本）／Underscore
- 第3位:ユーヘン・チェン（中国）／tracé/trait

### 2024年度
- 第1位:ジンユー・チェン（香港）／星雲[4]
- 第2位:ホセ・ルイス・ヴァルディヴィア・アリアス（スペイン）／Al-Zahra ─ オーケストラのための3つの小品
- 第2位:ジョヴァンニ・リグオリ（イタリア）／ヒュプノス ─ 夢の回想
- 第3位:アレサンドロ・アダモ（イタリア）／括弧

## リゲティの審査について
ジェルジ・リゲティが審査員となった1998年の結果は、入賞者一切無しという、第2回にして賞の存在意義を脅かす結果となった。その理由に関してリゲティは、ハイドンのスコアの勉強が足りないという趣旨を述べ、いま現代においてもクラシック音楽の基礎を忘れてはいけないという警鐘を鳴らした。